# Nyírvasvári
Nyírvasvári község Szabolcs-Szatmár-Bereg vármegyében, a Nyírbátori járásban.

## Fekvése
A vármegye keleti-délkeleti részén, a Nyírség peremén fekszik, Nyírbátor keleti szomszédjában, a várostól 7 kilométerre. A megyeszékhely Nyíregyházától 46, Mátészalkától 22 kilométer választja el; a környék más, kisebb települései közül Terem 9, Nyírpilis 5, Nyírcsászári 8, Nyírgelse 21, Bátorliget pedig 12 kilométer távolságra található.

### Megközelítése
Csak közúton közelíthető meg, Nyírbátor vagy Terem érintésével, a 4915-ös úton.

## Nevének eredete
Neve a Vasvár helynévből magyar névadással keletkezett. Jelentése: Vasváré, Vasvárhoz tartozó, valószínűleg a közelében álló Vasvárhoz tartozó település. A név vas eleme egyes vélemények szerint erős, vas erejével vetélkedő erődítmény, míg mások szerint a Vasvár helynevek kora középkori vasfeldolgozás emlékei. Nyír előtagja a tájegységre utal.

## Története
A település neve az oklevelekben 1318-ban tűnik fel először Eghazas Wosvari néven, Ekkor már temploma is volt.
A falu 1318-tól a Gutkeled nemzetséghez tartozó Báthori-család ecsedi ágának birtokai közé tartozott, s a későbbiekben is az ecsedi várhoz tartozott, s annak sorsában osztozott. 1433-ban Báthory Péternek és fiainak birtoka, de hosszabb-rövidebb ideig más birtokosai is voltak.
A 18. században lakatlanul, pusztán állt, határát ekkor bátori lakosok művelték, és ekkor
birtokosai a Péchy  és Luby család tagjai voltak. A 18. század végétől a 19. század közepéig a Károlyi család volt legnagyobb birtokosa, de a századfordulón jelentős birtoka volt még itt Zselénszky Róbertné Károlyi Klárának is.
A település 1922-től Szatmár vármegye Mátészalkai járásának körjegyzősége volt. 1950-től nagyközség lett, és Szabolcs-Szatmár megye Nyírbátori járásához tartozott. 1989-től Nyírbátor vonzáskörzetéhez tartozó nagyközség.

## Közélete

### Polgármesterei
- 1990–1994: Hudák Mihály (független)[3]
- 1994–1998: Hudák Mihály (független)[4]
- 1998–2002: Vajdics Mihály (Fidesz-FKgP)[5]
- 2002–2006: Vajdics Mihály (független)[6]
- 2006–2010: Tóth Zoltán (VVKE)[7]
- 2010–2014: Tóth Zoltán (független)[8]
- 2014–2019: Szép Szabolcs Attila (Fidesz-KDNP)[9]
- 2019–2024: Hornyák János (független)[10]
- 2024– : Hornyák János (független)[1]

## Népesség
A település népességének változása:
| Lakosok száma | 1972 | 1963 | 1964 | 1890 | 1824 | 1829 | 1877 |
|               | 2013 | 2014 | 2015 | 2021 | 2022 | 2023 | 2024 |

2001-ben a település lakosságának 94%-a magyar, 6%-a cigány nemzetiségűnek vallotta magát.
A 2011-es népszámlálás során a lakosok 78,2%-a magyarnak, 8,5% cigánynak, 0,2% németnek, 0,2% románnak mondta magát (21,6% nem nyilatkozott; a kettős identitások miatt a végösszeg nagyobb lehet 100%-nál). A vallási megoszlás a következő volt: római katolikus 14,9%, református 9,1%, görögkatolikus 39,4%, felekezeten kívüli 3,8% (29% nem válaszolt).
2022-ben a lakosság 91,4%-a vallotta magát magyarnak, 5,9% cigánynak, 0,8% németnek, 0,2% románnak, 0,1-0,1% görögnek, bolgárnak és szlovénnek, 1% egyéb, nem hazai nemzetiségűnek (8,5% nem nyilatkozott; a kettős identitások miatt a végösszeg nagyobb lehet 100%-nál). Vallásuk szerint 9,3% volt római katolikus, 11,9% református, 43,4% görög katolikus, 2,5% egyéb keresztény, 0,1% evangélikus, 4,7% felekezeten kívüli (28% nem válaszolt).

## Nevezetességei
- Római katolikus kápolna – Az 1780-as években épült, késő barokk stílusban. Az épület egyhajós, egyszerű huszártornyos.
- Görögkatolikus templom
- Vasvári Pál mellszobra – 1976-ban Rátonyi József készítette.
- Vasvári Pál (1826–1849), az 1848-as események egyik vezére itt töltötte gyermekkorát. Édesapja Fejér Pál görögkatolikus lelkész volt. Fia, Fejér Pál az itt töltött évek emlékére változtatta nevét Fejérről Vasvárira.

## Külső hivatkozások
- Nyírvasvári az utazom.com honlapján[halott link]